# Lincoln Park (Georgia)
Lincoln Park – jednostka osadnicza w Stanach Zjednoczonych, w stanie Georgia, w hrabstwie Upson.